# Hallerieae
Hallerieae, Jedan je od tri tribusa grmova ili polugrmova i drveća iz porodice Stilbaceae, red medićolike (Lamiales). Sastoji se od dva roda iz Afrike, Arapskog poluotoka  i Madagaskara. Tipični rod je Halleria

## Etimologija
Tribus je dobio ime po rodu Halleria.

## Opis
Opisan je u  Gen. Hist. 4: 503, 617., 1837-1838.'

## Rodovi
1. Halleria L. (5 spp.)
2. Charadrophila Marloth (1 sp.)